# Abraham Iniga
Abraham Iniga (21 de noviembre de 1979) es un futbolista de las Islas Salomón que juega como mediocampista en el Marist FC.

## Carrera
En 2010 pasó del Marist FC al Hekari United papú, ganó la O-League 2010 y jugó la Copa Mundial de Clubes de la FIFA 2010 con el Hekari, previo a su regreso al Marist en 2011.

### Clubes
| Club              | País               | Año               |
| ----------------- | ------------------ | ----------------- |
| Marist FC         | Islas Salomón      | - 2010            |
| Hekari United     | Papúa Nueva Guinea | 2010 - 2011       |
| Marist FC         | Islas Salomón      | 2011 - 2014       |
| Western United FC | Islas Salomón      | 2014 - 2016       |
| Marist FC         | Islas Salomón      | 2016 - actualidad |

### Selección nacional
Jugó 4 encuentros para las Islas Salomón.